# Équipe du Mexique de Coupe Davis
L'équipe du Mexique de Coupe Davis représente le Mexique à la Coupe Davis. Elle est placée sous l'égide de la Fédération mexicaine de tennis.

## Historique
La première rencontre officielle de l'équipe du Mexique a eu lieu du 7 au 9 août 1924 sur le gazon du Baltimore Contry Club dans le Maryland face à l'Australie de Pat O'Hara Wood et Gerald Patterson. Les mexicains, représentés par Manuel Llano, Ignacio de la Borbolla et Francisco Gerdes s'inclinent nettement sans remporter le moindre set. L'année suivante, de la Borbolla et Claude Butlin accueillent l'Espagne de Manuel Alonso et d'Eduardo Flaquer au Club Tenis Reforma de Mexico. Butlin remporte le premier match de la sélection nationale le 13 juin 1926 contre le Japonais Teizo Toba. Engagé dans la zone Amérique du Nord et Centrale, le Mexique s'incline sept fois consécutivement contre les États-Unis entre 1930 et 1936. La première victoire de l'équipe a eu lieu en mai 1935 face à Cuba.
C'est à partir du milieu des années 1950 que le Mexique obtient des résultats plus significatifs sous l'impulsion tout d'abord de Mario Llamas et Francisco Contreras avec une finale de zone américaine en 1954, puis un quart de finale en zone européenne contre la Belgique en 1957. L'effectif est renforcé l'année suivante avec un duo de classe mondiale composé d'Antonio Palafox et de Rafael Osuna. Ce dernier se distingue rapidement par des victoires sur des joueurs tels que Barry MacKay et Chuck McKinley. En 1962, l'équipe du Mexique réalise sa meilleure performance en atteignant la finale de la compétition contre l'équipe d'Australie. Pour y parvenir, elle écarte les États-Unis dès le premier tour, puis la Yougoslavie et la Suède. La finale interzone est facilement remportée contre l'Inde. Les Mexicains sont battus dans le Challenge Round à Brisbane 5 à 0 par Rod Laver et Neale Fraser. En 1969, ils prennent leurs revanche à Mexico grâce aux trois victoires du leader Rafael Osuna. Ce dernier décède accidentellement quelques jours après cette rencontre.
En 1971, le Mexique qui présente alors dans ses rangs Marcello Lara, Joaquín Loyo Mayo et Vicente Zarazua parvient en finale interzone américaine face au Brésil de Thomas Koch. Raúl Ramírez vient ensuite renforcer l'équipe et se distingue tout particulièrement en 1975 en battant les américains Stan Smith et Roscoe Tanner. Devant affronter l'Afrique du Sud, le Mexique se retire de la compétition afin de dénoncer la politique d'apartheid. Lors de l'édition suivante, Ramírez réédite sa performance en venant à bout de Brian Gottfried et Jimmy Connors. Cependant, le pays fait de nouveau face à l'Afrique du Sud dans le match comptant pour la finale continentale et est contrainte au forfait.
Le Mexique fait son apparition dans le groupe mondial en 1981 et s'y maintient un an de plus en écartant la Suisse avant d'être rétrogradée deux ans plus tard. En 1986, Leonardo Lavalle (18 ans) et Francisco Maciel battent au premier tour l'Allemagne de Boris Becker. Ils se retrouvent également en quart de finale l'année suivante grâce à un succès facile sur la Grande-Bretagne. Après six ans de présence consécutive dans l'élite, l'équipe descend en première division continentale en 1992. En 1996, à la faveur d'un succès sur l'Espagne en barrage, le Mexique retrouve le groupe mondial pendant deux saisons sous l'implusion de Lavalle, Luis Herrera ou encore Jorge Lozano. Cependant, après cinq défaites consécutives, le pays plonge en deuxième division en 1999. Depuis les années 2000, le Mexique s'appuie principalement sur son joueur de double Santiago González et réalise sa principale performance en disputant les barrages du groupe mondial face à l'Autriche en 2006.

## Joueurs de l'équipe
- Santiago González
- Miguel Ángel Reyes-Varela
- Gerardo López Villaseñor
- Luis Patiño

## Historique des capitanats
- Ignacio de la Borbolla (1924)
- Luis Pradillo (1925)
- Francisco Contreras (1958, 1961-1965, 1974)
- Francisco Guerrero-Arcocha (1966)
- Lalo Guzman (1967-1968)
- Yves Lemaitre (1969-1982, 1988)
- Raúl Ramírez (1984-1987, 1992-1998)
- Antonio Palafox (1989-1991)
- Francisco Maciel (1999-2000)
- Oliver Fernandez (2001-2006)
- Óscar Ortiz (2007-2008)
- Jorge Lozano (2009-2014)
- Leonardo Lavalle (2015-2018)